# Carlos Simón Vázquez
Carlos Simón Vázquez (ur. 2 czerwca 1965 w Cáceres) – hiszpański duchowny katolicki, podsekretarz Papieskiej Rady ds. Rodziny w latach 2008-2016.

## Życiorys
W 1995 otrzymał święcenia kapłańskie i został inkardynowany do diecezji Coria-Cáceres.
9 lutego 2008 został mianowany przez Benedykta XVI podsekretarzem Papieskiej Rady ds. Rodziny.